# Dangerous Woman
«Dangerous Woman» — третій студійний альбом американської співачки Аріани Ґранде, що вийшов 20 травня 2016 року на лейблі Republic Records. Над ним також працювала Нікі Мінаж, Lil Wayne, Мейсі Грей та Future. Продюсерами альбому є Ґранде, Макс Мартін та Саван Котеча. Однойменний головний сингл з альбому «Dangerous Woman» вийшов 11 березня 2016 року. Другим синглом стала композиція «Into You», яка вийшла 6 травня 2016 року.
Альбом дебютував на другому місці в Billboard 200, продавши 129 000 копій за перший тиждень й очолив списки продажів альбомів в Австралії, Нідерландах, Ірландії, Великій Британії, Італії, Кореї, Новій Зеландії. Dangerous Woman отримав переважно позитивні відгуки критиків. 
Альбом просувався туром Dangerous Woman Tour, який тривав з лютого по вересень 2017 року, під час якого співачка відіграла 78 концертів на п’яти континентах.  Для просування альбому Ґранде також виступала на Billboard Music Awards 2016 і MTV Video Music Awards 2016. 

## Передісторія
Ґранде почала записувати пісні для альбому невдовзі після завершення роботи над своїм попереднім альбомом My Everything, продовжуючи працювати влітку та восени зі своїми друзями Томмі Брауном та Вікторією Моне між концертами під час The Honeymoon Tour. 
Аріана завершила роботу над альбомом 21 січня 2016 року. Спочатку альбом мав називатися Moonlight. У січні 2016 року під час шоу Jimmy Kimmel Live! Ґранде повідомила, що вона ще невпевнена в назві альбому і що вона може бути змінена. 22 лютого 2016 року Аріана оголосила остаточну назву альбому - Dangerous Woman в Snapchat. Наступного дня у своєму Instagram-акаунті співачка виклала фото, підписавши його цитатою з роману «Жінка в нульовій точці» (1975) єгипетської письменниці-феміністки Наваль ес Саадаві: 
|  | Вони кажуть: «Ти дика і небезпечна жінка». А я їм у відповідь правду, я й дійсно дика та небезпечна. |

Щодо того, чому назва альбому була змінена, Аріана заявила, що вона хотіла б зобразити себе сильною особистістю і підтримати шанувальників:
|  | «Moonlight» — красива пісня з чарівною назвою. Вона дуже романтична і безумовно пов'язує мою стару музику з новою, але «Dangerous Woman» набагато сильніша… Для мене «небезпечна жінка» — це та, яка не боїться відстоювати свою точку зору, бути справжньою та щирою. |

В альбомі також присутні чотири композиції, записані за участю інших артистів. Спільно з Lil Wayne була написана пісня «Let Me Love You», а з Мейсі Грей Ґранде працювала над треком «Leave Me Lonely», що був презентований на урочистому відкритті T-Mobile Arena у Лас-Вегасі 7 квітня 2016 року. Нікі Мінаж (трек «Side to Side») та Future (трек «Everyday») також взяли участь у записі.

## Просування
Через два дні після оголошення остаточної назви, Аріана запустила веб-сайт для просування альбому, де був розділ «TEA», у якому співачка оголошувала нову інформацію про Dangerous Woman, а також розділ «SHOP», де продавалися аксесуари, пов’язані з її творчістю. 
Офіційна обкладинка альбому була представлена 10 березня 2016 року через акаунти в соціальних мережах та на офіційному сайті. 12 березня 2016 року Ґранде була одночасно ведучою та музичною гостею на NBC Saturday Night Live, де вона виконала пісні «Dangerous Woman» і «Be Alright». У квітні співачка вперше виконала наживо пісню «Leave Me Lonely». 

### Концертний тур
Ґранде оголосила про плани щодо туру на своєму сайті в травні 2016 року. 9 вересня вона назвала першу дату концерту, а перші квитки з'явилися у продажі 20 вересня 2016 року. Тур розпочався в лютому і тривав до вересня 2017 року, під час якого співачка відіграла 78 концертів на п'яти континентах.
22 травня 2017 року, наприкінці концерту на Манчестер Арені в Англії, стався теракт, який спричинив 22 жертви та понад 500 поранених. Сама співачка не постраждала. У Twitter вона висловила свої співчуття, а також організувала благодійний концерт One Love Manchester, щоб зібрати гроші для жертв. На концерті виступила сама Ґранде, а також Джастін Бібер, Кеті Перрі, Ліам Галлахер, Роббі Вільямс, Майлі Сайрус та інші артисти.

## Список композицій
| Dangerous Woman – Міжнародне стандартне видання | Dangerous Woman – Міжнародне стандартне видання | Dangerous Woman – Міжнародне стандартне видання                                                                            | Dangerous Woman – Міжнародне стандартне видання | Dangerous Woman – Міжнародне стандартне видання |
| #                                               | Назва                                           | Автор | {{{extra_column}}}                              | Тривалість                                      |
| ----------------------------------------------- | ----------------------------------------------- | --- | ----------------------------------------------- | ----------------------------------------------- |
| 1.                                              | «Moonlight»                                     | Thomas Brown Victoria McCants Peter Lee Johnson Аріана Ґранде                                                              | TBHits                                          | 3:22                                            |
| 2.                                              | «Dangerous Woman»                               | Johan Carlsson Ross Golan Макс Мартін                                                                                      | Martin [a] J. Carlsson [a]                      | 3:55                                            |
| 3.                                              | «Be Alright»                                    | Grande T. Brown McCants Khaled Rohaim Nicholas Audino Lewis Hughes Willie Tafa Alexander Crossan Neo Jessica Joshua [ 28 ] | Twice as Nice TBHits                            | 2:59                                            |
| 4.                                              | «Into You»                                      | Martin Savan Kotecha Alexander Kronlund Ilya Salmanzadeh Grande                                                            | Martin Ilya                                     | 4:04                                            |
| 5.                                              | «Side to Side» (з Нікі Мінаж)                   | Martin Kotecha Kronlund Salmanzadeh Onika Maraj Grande                                                                     | Martin Ilya                                     | 3:46                                            |
| 6.                                              | «Let Me Love You» (з Lil Wayne)                 | T. Brown McCants Steven Franks Dwayne Carter Grande                                                                        | TBHits Mr. Franks FKi 1st                       | 3:43                                            |
| 7.                                              | «Greedy»                                        | Martin Kotecha Kronlund Salmanzadeh                                                                                        | Martin Ilya                                     | 3:34                                            |
| 8.                                              | «Leave Me Lonely» (з Мейсі Грей)                | T. Brown McCants Thomas Parker Lumpkins Franks                                                                             | Mr. McClendon TBHits [a] Mr. Franks             | 3:49                                            |
| 9.                                              | «Everyday» (з Future)                           | Kotecha Salmanzadeh Grande Nayvadius DeMun Wilburn                                                                         | Ilya [a] Martin [b]                             | 3:14                                            |
| 10.                                             | «Bad Decisions»                                 | Martin Kotecha Salmanzadeh Grande                                                                                          | Martin Ilya                                     | 3:46                                            |
| 11.                                             | «Thinking Bout You»                             | Mathieu Jomphe-Lépine Peter Svensson Jacob Kasher Hindlin Chloe Angelides                                                  | Svensson Billboard Ilya [b] Peter Carlsson [b]  | 3:20                                            |
| 39:31                                           |                                                 | |                                                 |                                                 |

| Dangerous Woman – Міжнародне розширене та Стандартне видання для США та Канади (бонусні треки) | Dangerous Woman – Міжнародне розширене та Стандартне видання для США та Канади (бонусні треки) | Dangerous Woman – Міжнародне розширене та Стандартне видання для США та Канади (бонусні треки) | Dangerous Woman – Міжнародне розширене та Стандартне видання для США та Канади (бонусні треки) | Dangerous Woman – Міжнародне розширене та Стандартне видання для США та Канади (бонусні треки) |
| #                                                                                              | Назва                                                                                          | Автор                                                                                          | {{{extra_column}}}                                                                             | Тривалість                                                                                     |
| ---------------------------------------------------------------------------------------------- | ---------------------------------------------------------------------------------------------- | ---------------------------------------------------------------------------------------------- | ---------------------------------------------------------------------------------------------- | ---------------------------------------------------------------------------------------------- |
| 10.                                                                                            | «Sometimes»                                                                                    | Martin Kotecha Svensson Salmanzadeh                                                            | Martin Ilya                                                                                    | 3:46                                                                                           |
| 11.                                                                                            | «I Don't Care»                                                                                 | T. Brown McCants Travis Sayles Franks Michael Foster Ryan Tedder Grande                        | TBHits Travesty Mr. Franks The Magi                                                            | 2:58                                                                                           |
| 12.                                                                                            | «Bad Decisions»                                                                                | Martin Kotecha Salmanzadeh Grande                                                              | Martin Ilya                                                                                    | 3:46                                                                                           |
| 13.                                                                                            | «Touch It»                                                                                     | Martin Kotecha Svensson Ali Payami                                                             | Martin Payami                                                                                  | 4:20                                                                                           |
| 14.                                                                                            | «Knew Better / Forever Boy»                                                                    | T. Brown Franks McCants Foster Tedder Grande                                                   | TBHits [a] Mr. Franks McCants [b]                                                              | 4:59                                                                                           |
| 15.                                                                                            | «Thinking Bout You»                                                                            | Jomphe-Lépine Svensson Hindlin Angelides                                                       | Svensson Billboard Ilya [b] P. Carlsson [b]                                                    | 3:20                                                                                           |
| 55:35                                                                                          |                                                                                                |                                                                                                |                                                                                                |                                                                                                |

## Чарти
| Чарт (2016)                                             | Позиція |
| ------------------------------------------------------- | ------- |
| Австралія Australian Albums (ARIA)                      | 1       |
| Аргентина Argentine Albums (CAPIF)                      | 8       |
| Австрія Austrian Albums (Ö3 Austria Top 40)             | 5       |
| Бельгія Flanders Albums                                 | 2       |
| Бельгія Wallonia Albums                                 | 6       |
| Бразилія Brazilian Albums (ABPD)                        | 1       |
| Чехія Czech Albums (ČNS IFPI)                           | 10      |
| Канада Canadian Albums (Billboard)                      | 2       |
| Данія Danish Albums (Hitlisten)                         | 5       |
| Нідерланди Dutch Albums (MegaCharts)                    | 1       |
| Фінляндія Finnish Albums (Suomen virallinen lista)      | 6       |
| Франція French Albums (SNEP)                            | 8       |
| Німеччина German Albums (Offizielle Top 100)            | 6       |
| Греція Greek Albums (IFPI)                              | 4       |
| Угорщина Hungarian Albums (MAHASZ)                      | 39      |
| Ірландія Irish Albums (IRMA)                            | 1       |
| Італія Italian Albums (FIMI)                            | 1       |
| Японія Japanese Albums Chart (Oricon)                   | 2       |
| Мексика Mexican Albums (AMPROFON)                       | 1       |
| Нова Зеландія New Zealand Albums (RMNZ)                 | 1       |
| Норвегія Norwegian Albums (VG-lista)                    | 1       |
| Польща Polish Albums (ZPAV)                             | 8       |
| Португалія Portuguese Albums (AFP)                      | 4       |
| Шотландія Scottish Albums (OCC)                         | 3       |
| Південна Корея South Korean Albums (Gaon)               | 21      |
| Південна Корея South Korean Albums International (Gaon) | 1       |
| Іспанія Spanish Albums Chart (PROMUSICAE)               | 1       |
| Швеція Swedish Albums (Sverigetopplistan)               | 4       |
| Швейцарія Swiss Albums (Schweizer Hitparade)            | 3       |
| Тайвань Taiwanese Albums (Five Music)                   | 1       |
| Велика Британія UK Albums (OCC)                         | 1       |
| США Billboard 200                                       | 2       |
| Уругвай Uruguayan Albums (CUD)                          | 16      |

## Продажі
| Країна                | Сертифікат | Сертифікація (таблиця продажів та сертифікатів) |
| --------------------- | ---------- | ----------------------------------------------- |
| Австрія (IFPI)        | Платина    | +15,000                                         |
| Бразилія (ABPD)       | 2× Платина | +80,000                                         |
| Данія (IFPI Denmark)  | Платина    | +20,000                                         |
| Франція (SNEP)        | Золото     | +50,000                                         |
| Італія (FIMI)         | Золото     | +25,000                                         |
| Японія (RIAJ)         | Золото     | +100,000                                        |
| Мексика (AMPROFON)    | 3× Платина | +180,000                                        |
| Польща (ZPAV)         | Платина    | +20,000                                         |
| Південна Корея        |            | 1,303                                           |
| Швеція (GLF)          | Золото     | +20,000                                         |
| Велика Британія (BPI) | Золото     | 241,909                                         |
| США (RIAA)            | Платина    | +1,000,000                                      |